# 풍기 (돌고래)

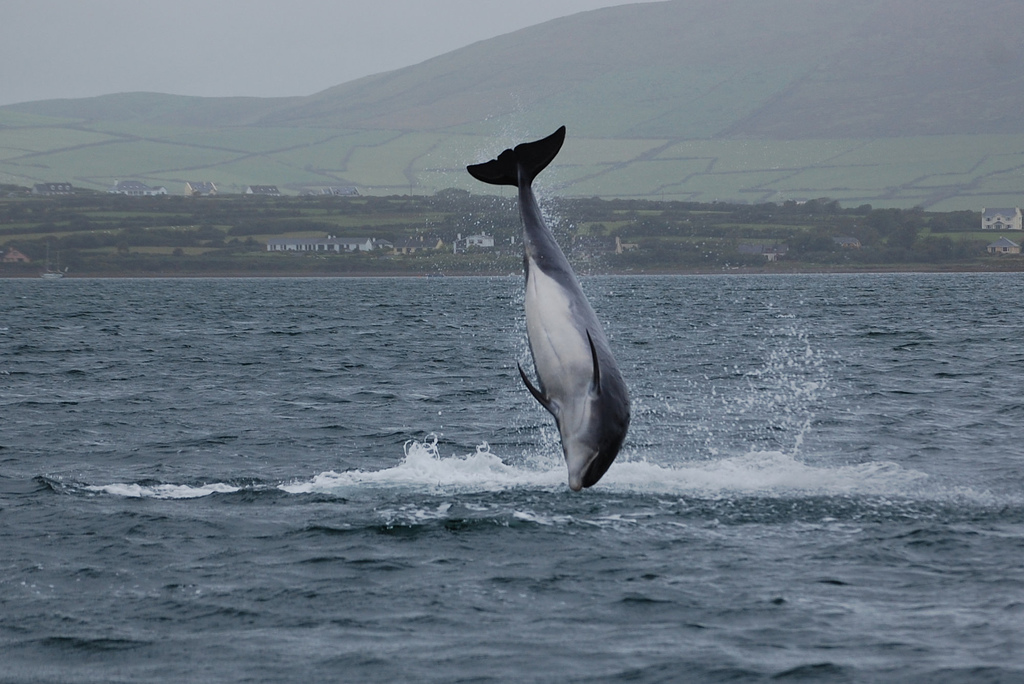
풍기

풍기(Fungie, /ˈfʊŋɡi/)는 쇠돌고래의 이름으로, 아일랜드에서 가장 유명한 동물 가운데 하나이다.

## 역사
1984년 커다란 쇠돌고래 한 마리가 아일랜드의 항구 도시인 딩글로 떠밀려 왔는데, 다시 바다로 나가지 않고 계속 머물러서 사람들이 ‘풍기’라는 이름을 붙여주고 아껴 보살펴 주었다. 그리고 이 이야기는 아일랜드 전역으로 퍼졌고, 해마다 약 20만명이 딩글을 찾아 올 만큼 풍기는 유명한 동물이 되었다. 이 때문에 딩글 부두에는 청동으로 만든 돌고래 상이 있다.

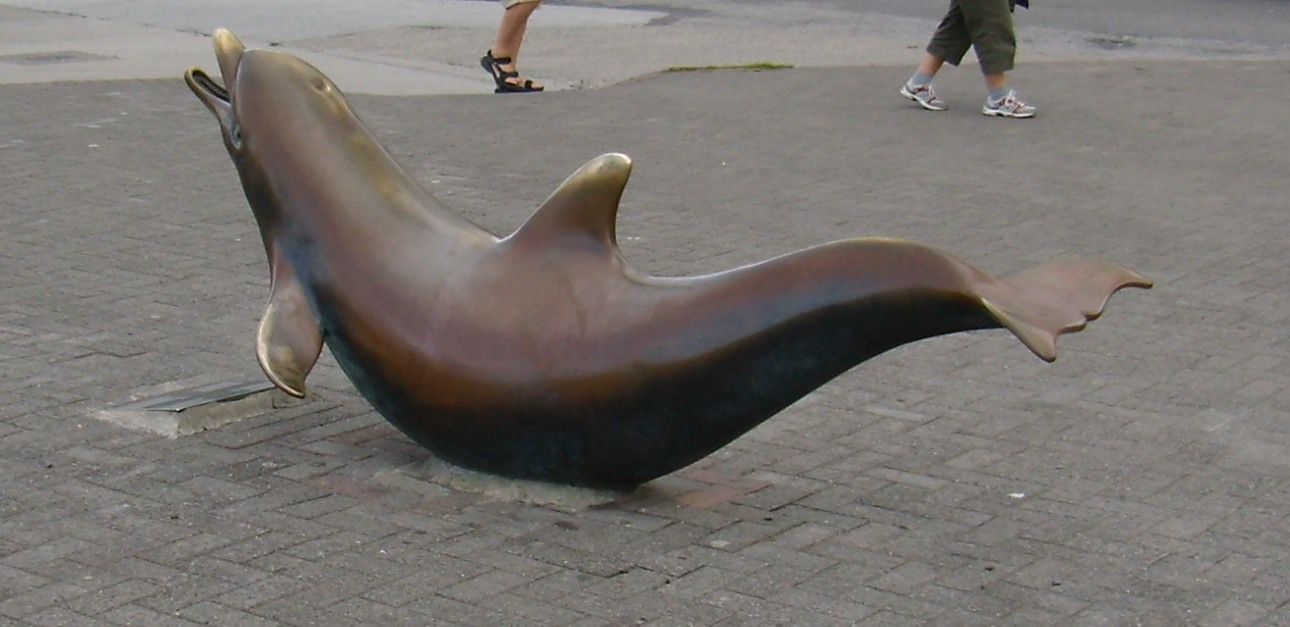
딩글에 있는 풍기의 동상.